# Брајићевићи
Брајићевићи су насељено мјесто у општини Гацко, Република Српска, БиХ. Према попису становништва из 1991. у насељу је живјело 28 становника.

## Становништво
Према попису становништва из 1991. године, мјесто је имало 28 становника.
| Демографија | Демографија | Демографија |
| Година      | Становника  | Становника  |
| ----------- | ----------- | ----------- |
| 1948.       | 161         |             |
| 1953.       | 168         |             |
| 1961.       | 141         |             |
| 1971.       | 88          |             |
| 1981.       | 53          |             |
| 1991.       | 28          |             |